# Freischling
Freischling ist ein Dorf und eine Katastralgemeinde in der Marktgemeinde Schönberg am Kamp im Bezirk Krems-Land in Niederösterreich.

## Geografie
Das Dorf liegt südöstlich von Gars am Kamp an den nördlichen Ausläufern des Manhartsberges. Die Seehöhe in der Ortsmitte beträgt 333 m. Die Fläche der Katastralgemeinde umfasst 10,4 km² und ist somit die flächenmäßig größte Katastralgemeinde in der Gemeinde Schönberg am Kamp. Die Einwohnerzahl beläuft sich auf 93 Einwohner (Stand: 1. Jänner 2024).

## Geschichte
Es gibt neolithische und urnenfelderzeitliche Funde. Urkundlich wurde der Ort im Ende des 12. Jahrhunderts genannt. Laut Adressbuch von Österreich waren im Jahr 1938 in der Ortsgemeinde Freischling ein Bäcker, drei Gastwirte, drei Gemischtwarenhändler, ein Maurermeister, ein Schmied, zwei Schuster, ein Tischler, eine Ziegelei und zahlreiche Landwirte ansässig.

## Verbauung
Das Gassengruppendorf hat an der Durchgangsstraße vor der Kirche eine platzartige Ausweitung. Eine Querstraße am östlichen Ortsrand hat eine ein- bis zweigeschoßige Verbauung mit Zwerch- und Dreiseithöfen.

## Kultur und Sehenswürdigkeiten
- Katholische Pfarrkirche Freischling hl. Laurentius
- Ehemaliger Pfarrhof
- Kriegerdenkmal bei der Pfarrkirche
- Urlaubergruppe nördlich des Ortes